# Христиани (дворянские роды)
Христиани нем. Christiani — дворянские роды.

## История
Родоначальником первого, записанного в III часть дворянской родословной книги Московской губернии, является Христиан, купец города Фридрихштадта в Голштинии. Сын его, Христиан Христиани, приехал в Россию и в 1780 году, имея от рождения 31 год, определён на службу в императорский московский воспитательный дом бухгалтером аукционной палаты. Женился на дочери содержателя фарфоровой фабрики Гарднера — Марье-Елизавете Францевне Гарднер и в браке с нею имел семерых детей: Франца, Христиана-Георга, Петра-Карла, Вильгельма-Фридриха, Елизавету-Екатерину, Екатерину-Анну и просто Анну. В 1813 году был в чине коллежского советника и через 16 лет (1829 года), утвержден в дворянстве, получив герб.
- Франц (1785—1785) в 1813 году служил в чине коллежского регистратора в московской адресной конторе.
- Христиан-Георг (Христиан Христианович, см.) Анна Христиановна (1796—?) была замужем за генерал-лейтенантом Клименко. Вильгельм-Фридрих (Василий Христианович, 1799—1857, см.) был генерал-контролером департамента военных отчётов и перевел с французского, в сотрудничестве с Крюковым и Болотовым, сочинение Франкера «Полный курс чистой математики» (СПб., 1827 и 1840).

Второй — потомство генерал-майора Николая Васильевича Христиани записано в II ч. род. кн. Курской губ.
- Христиани, Александр Григорьевич (1871—1914) — русский офицер, герой Первой мировой войны.

- Христиани, Василий:[править]  -  Христиани, Василий Васильевич (1841—1902) — российский военный деятель, генерал-лейтенант.
  -  Христиани, Василий Христианович (1799—1857) — тайный советник, генерал-контролер департамента военных отчётов.
- Христиани, Григорий Григорьевич — русский генерал, заслуженный профессор Николаевской академии Генштаба
- Христиани, Иоганн Самюэль (ум. 1766) — горный специалист, основатель сереброплавильного производства на Алтае.
- Христиани, Лиза (правильнее Кристиани; 1827—1853) — французская виолончелистка.
- Христиани, Николай Васильевич (1834—1891) — русский математик, генерал-лейтенант.
- Христиани, Христиан Христианович (1787—1835) — генерал-майор, начальник Главного инженерного училища.

В Царстве Польском герб Ярослав вместе с потомственным дворянством Всемилостивейше пожалован генеральному директору водяных и сухопутных сообщений в Царстве Польском генерал-лейтенанту Корпуса Инженеров Христиани Ксаверию Ивановичу (1772—1842) за особые заслуги, на основании статьи 3-й и статьи 16-й пункта 2 Положения о дворянстве 1836 года, грамотою Государя Императора и Царя Николая I 2 (14) января 1840 года.

## Описание герба
Щит разделён горизонтально на две части, из них в верхней, в среднем золотом поле изображено чёрное орлиное крыло, а по сторонам в двух чёрных полях по одной золотой звезде. В нижней части в голубом и красном полях, означены крестообразно две серебряных полосы и посередине их пчела.
Щит увенчан дворянскими шлемом и короной. Нашлемник: три страусовых пера. Намёт на щите красный и голубой, подложенный серебром. Герб Христиани внесён в Часть 10 «Общего гербовника дворянских родов Всероссийской империи» (С. 139).